# 平田みやび
平田 みやび（ひらた みやび、1999年（平成11年）3月9日 - ）は、日本の女優、声優、ファッションモデルである。広島県広島市出身。身長165cm。血液型はB型。愛称は、みちゃびよ。
母親は広島でナレーションで活躍されてる大島雅子さん

## 来歴
- 2016年：高校時代、2016ひろしま総文にて生徒実行委員長を務める
- 2017年：高校卒業後、代々木アニメーション学院広島校に進学。在学中に広島FM（HFM）大窪シゲキの９ジラジにて、約２年間ADをしながらラジオCMナレーションやオススメのインディーズ音楽を紹介する。
- 2019年：代々木アニメーション広島校卒業後上京。ゆーりんプロに所属。
- 2021年：声優から俳優へ活動方針を変更するため退所。

現在は、映像作品や広告に加え朗読劇にも出演し、現在も活動を広めている。

## 人物

### 趣味
- ひとり旅（ゲストハウス泊）
- 音楽ライブ鑑賞
- 廃墟巡り
- お酒・リキュール集め
- 猫カフェ巡り

### 特技
- ダンス
- 広島弁
- ブラインドタッチ

### 好きな食べ物
- 生ハム
- チーズ
- 梅系のお菓子
- マカロン

## 出演

### 舞台・朗読劇
- 移動演劇桜隊公演「ヒロシマ」
- 移動演劇桜隊公演「8.6」
- 2018年度 代々木アニメーション学院広島校卒業公演 - 主人公：マチ 役

### インターネット番組
- ぽるぽるLIVE「9ジラジ★サタデー」
- ソニックりょうのp!npon #40 - お試しパートナーとして出演

### 広告
- uni×東京テアトル「映画館魅力発信動画」 - メイン：仲良し三人組 役
- ライブ配信アプリ「Pococha」 - ゆあ 役
- 宿GACHAPONコンセプトスチール

### 映画
- 「テロルンとルンルン」

### WebCM
- 「あなたのまちにも、都道府県共済グループ」日本全国編

### MV・VP等
- GAMBS「Weekend」MV
- みるきーうぇい「浮気したBOY、許せないGIRL」MV
- ニアフレンズ「ガラクタオーバーフロウ」MV
- PHOEBE「BABY BLUE」MV
- 渋谷区役所研修動画2021
- 近畿大学ハラスメント動画2020
- ダイソー店頭販促ビデオ
- 楓子「さよならの合図」MV
- 中国銀行 リクルートPV
- Anly「Homesick」MV
- 日向坂46 清水理央『真夜中ミッドナイト』個人PV

### ラジオCM
- 広島FM
- ACC TOKYO CREATIVITY AWARD
- イオンの浴衣
- 呉の魅力「呉女子 編」

### ボイスオーバー
- 広島エフエム放送特別番組スペイン音紀行
- Viva La Vida(ビバ・ラビーダ)〜魂のフラメンコ〜

### TV
- NHK「ニュースウォッチ9」 特集「戦跡　薄れる戦争の記憶（桜隊公演密着）」

### 受賞歴
- MARUKO（株）MCSA2021 アルカンジュ（160センチ以上）部門グランプリ受賞

## 書籍

### 写真集
- 「She is。」（2021年11月15日発売）